# 뉴델리 국제 영화제
뉴델리 국제 영화제는 인도의 뉴델리에서 개최되는 영화제이다.